# Liste der Kulturdenkmäler in Ehringshausen
Die folgende Liste enthält die in der Denkmaltopographie ausgewiesenen Kulturdenkmäler auf dem Gebiet  der Gemeinde Ehringshausen, Lahn-Dill-Kreis, Hessen.
Hinweis: Die Reihenfolge der Denkmäler in dieser Liste orientiert sich zunächst an Ortsteilen und anschließend der Anschrift, alternativ ist sie auch nach der Bezeichnung, der vom Landesamt für Denkmalpflege vergebenen Nummer oder der Bauzeit sortierbar.
Kulturdenkmäler werden fortlaufend im Denkmalverzeichnis des Landes Hessen durch das Landesamt für Denkmalpflege Hessen auf Basis des Hessischen Denkmalschutzgesetzes (HDSchG) geführt. Die Schutzwürdigkeit eines Kulturdenkmals hängt nicht von der Eintragung in das Denkmalverzeichnis des Landes Hessen oder der Veröffentlichung in der Denkmaltopographie ab.

## Kulturdenkmäler nach Ortsteilen

### Breitenbach
| Bild                          | Bezeichnung                   | Lage                                                         | Beschreibung | Bauzeit       | Objekt-Nr. |
| ----------------------------- | ----------------------------- | ------------------------------------------------------------ | --- | ------------- | ---------- |
| Ehemaliges Schul- und Bethaus | Ehemaliges Schul- und Bethaus | Breitenbach, Hinterstraße 1 LageFlur: 9, Flurstück: 86/1     | Das zweigeschossige Fachwerkhaus entstand 1817 bis 1820 als Schul- und Bethaus nach Lösung des Schulverbandes mit Kölschhausen. In der Gabelung von Kreis- und Hinterstraße gelegen ist es mit dem charakteristischen Krüppelwalmdach und Glockentürmchen ein Blickpunkt. Die Balkeninschrift, die neben den Zimmermeistern Johann Georg Pfeiffer aus Breitenbach und Conrad Gerth aus Altenkirchen den Ortsvorstand, die Kirchenältesten und den Lehrer benennt, weist darauf hin, wie stolz die Gemeinde auf diesen Bau war. Schnitzereien im Fachwerk und halbe Mann-Figuren im Giebel weisen trotz der späten Entstehungszeit auf ein Sichtfachwerk hin. Im Inneren sind die Aufteilung, mittige Erschließung, breite Holztreppe und der Schulsaal sowie die alten Türen noch weitgehend erhalten. Im Garten befindet sich ein jüngeres Toilettenhäuschen. Kulturdenkmal aus geschichtlichen und städtebaulichen Gründen. | 1820          | 44627 DDB  |
| Hofanlage                     | Hofanlage                     | Breitenbach, Hinterstraße 7 / 9 LageFlur: 9, Flurstück: 90/2 | Eines der wenigen erhaltenen Beispiele einer dreiseitigen Hofanlage in einer engen Nebenstraße des Ortes. Der Schwerpunkt liegt auf der auch im Inneren weit gehend authentisch gebliebenen Scheune, die mit den nasenbesetzten Streben über dem Tor zu den aufwendigeren Gebäuden im Kreis gehört. Sie wurde laut Inschrift 1732 von Johann Jost Kreuter errichtet. Jüngster Umbau zu Wohnzwecken. Das bescheidene Wohnhaus entstand ebenfalls im 18. Jahrhundert und zeigt über dem massiv erneuerten Erdgeschoss ein zweizoniges Gefüge mit Mann-Figuren und genasten Streben. Die dritte Hofseite wird von Stall- und Wirtschaftsgebäuden des 19. Jahrhunderts geschlossen. Kulturdenkmal aus geschichtlichen Gründen. | 1732          | 44628 DDB  |
| Viehwaage                     | Viehwaage                     | Breitenbach, In der Bornwies 2 LageFlur: 9, Flurstück: 55    | Vermutlich um 1920 entstandenes hölzernes Wiegehäuschen mit giebelseitigen Zugängen. Die Viehwaage im Inneren ist noch erhalten. Ein selten gewordener dörflicher Gemeinschaftsbau, der erhaltenswert ist. Ähnliche Bauten finden sich in den Gemeinden Bischoffen und Hohenahr. Kulturdenkmal aus geschichtlichen Gründen. | 1915 bis 1925 | 44629 DDB  |
| Gemeindehaus                  | Gemeindehaus                  | Breitenbach, Kreisstraße 11 LageFlur: 9, Flurstück: 56/5     | Als einer der frühesten Bauten dieser Art nach dem Zweiten Weltkrieg entstand 1950 bis 1951 an der Stelle des alten Backhauses ein Gemeindehaus, das unter anderem Räume für Veranstaltungen, die Feuerwehr und den Backofen aufwies. Das relativ schlichte Gebäude mit zeittypischem Satteldach weist als herausragende Merkmale eine Eingangsloggia und den Schlauchturm auf. Umbau 1990. Der Gemeinschaftsbau gehört mit dem in Dreisbach zu den wenigen Beispielen, die die Selbstständigkeit der Dörfer bis zur Gebietsreform in den 1970er Jahren belegen. Es ist darüber hinaus für das Ortsbild in der Nähe der alten Schule von Bedeutung. Kulturdenkmal aus geschichtlichen und städtebaulichen Gründen. | 1951          | 44630 DDB  |

### Daubhausen
| Bild                 | Bezeichnung                        | Lage                                                                                               | Beschreibung | Bauzeit                       | Objekt-Nr. |
| -------------------- | ---------------------------------- | -------------------------------------------------------------------------------------------------- | --- | ----------------------------- | ---------- |
| Streckhof            | Streckhof                          | Daubhausen, Am Hofgarten 9 LageFlur: 1, Flurstück: 13                                              | Am südlichen Ortsrand gelegener, traufständiger Streckhof mit annähernd durchlaufender Firstlinie. Der zweizonige Wohnteil mit Mann-Figuren im Obergeschoss und auffälligem, geknicktem Krüppelwalmdach. Die Scheune mit mittiger Tenne an der Stalltür 1748 datiert. Schöner, großvolumiger Fachwerkbau aus der Zeit nach der hugenottischen Besiedlung. Kulturdenkmal aus geschichtlichen Gründen. | 1748                          | 44633 DDB  |
| Ehemaliges Pfarrhaus | Ehemaliges Pfarrhaus               | Daubhausen, Am Hofgarten 11 LageFlur: 1, Flurstück: 5                                              | Das für die neue hugenottische Gemeinde nach 1686 erbaute Pfarrhaus liegt am südlichen Ortsrand. Zweigeschossiger Massivbau auf Gewölbekeller mit dem für die Bauaufgabe in dieser Zeit häufigen Krüppelwalmdach. Der ausgewogen proportionierte, sechsachsige Bau weist noch zahlreiche originale Details wie Türen, Fenster und Innenläden auf. Der große Pfarrgarten zeigt mit einem Schuppen, dem Gittertor, der axialen Zufahrt und Beetresten im Wesentlichen einen Bestand des späten 19. Jahrhunderts. Kulturdenkmal aus geschichtlichen Gründen. | nach 1686                     | 44634 DDB  |
| Wasserbehälter       | Wasserbehälter                     | Daubhausen, Am Köpfchen (bei Ulmer Straße) (Außerhalb der Ortslage) LageFlur: 4, Flurstück: 21, 23 | Als Zentrale der ersten Hochdruckwasserleitung entstand 1907 der Hochbehälter westlich des Ortes in Verlängerung der Ulmenstraße. Schlichter Bau mit Putzquaderung und leicht gestelztem, geschweiften Giebel, im Giebelfeld gerahmte Inschrifttafel. Frühes Zeugnis für die Wasserversorgung im Kreis. Kulturdenkmal aus geschichtlichen und technischen Gründen. | 1907                          | 44640 DDB  |
| Gehöft               | Gehöft                             | Daubhausen, Katzenfurter Straße 26 LageFlur: 1, Flurstück: 76                                      | Das einhausartige, unterkellerte Gehöft zeigt mit dem konstruktiven, teilweise riegellosen Fachwerk und dem Krüppelwalmdach typische Formen des frühen 19. Jahrhunderts. Die ehemals wohl gekuppelten Fenster durch neue querformatige ersetzt. Dennoch insgesamt gut erhaltene Anlage, die am Abzweig der Ulmer Straße das Ortsbild bestimmt und die giebelständige Ausrichtung des älteren Nachbargehöftes aufnimmt. Die parallel angeordneten Wirtschaftsbauten wurden später ergänzt. Kulturdenkmal aus geschichtlichen und städtebaulichen Gründen. | frühes 19. Jahrhundert        | 44635 DDB  |
| Zweiseithof          | Zweiseithof                        | Daubhausen, Ulmer Straße 2 LageFlur: 1, Flurstück: 75/1                                            | Zweiseithof des 18. Jahrhunderts in prägender Lage an der Gabelung von Ulmer und Katzenfurter Straße. Das traufständige, zweigeschossige Wohnhaus mit charakteristischem, geknicktem Krüppelwalmdach und mittigem Eingang. Unter Putz und Kunstschieferverkleidung befindet sich nach alten Abbildungen ein beachtenswertes, sehr regelmäßiges Sichtfachwerk mit Mann-Figuren, die das Haus in drei Zonen teilen. Der bäuerliche Funktionszusammenhang ist durch die teilweise veränderte Scheune bewahrt, die giebelständig in den Straßenraum ragt. Kulturdenkmal aus geschichtlichen und städtebaulichen Gründen. | 18. Jahrhundert               | 44636 DDB  |
| weitere Bilder       | Ehemalige evangelische Pfarrkirche | Daubhausen, Ulmer Straße 4 LageFlur: 1, Flurstück: 74                                              | Die kleine Kirche in der Ortsmitte ist von der Mauer des Kirchhofes umgeben, der schon um 1835 zu Gunsten eines außerhalb gelegenen Friedhofes aufgegeben wurde. Bauformen und eine Erwähnung von 1370 weisen auf eine Entstehung im 14. Jahrhundert. Die Ansiedlung von Hugenotten ab 1685 führte zu Umbauten und der Neuweihe 1710. Der mächtige, wehrhafte Chorturm mit Zeltdach ist durch ungewöhnliche Spitzbogennischen und rundliche Verdickungen an den Gebäudekanten der Ostseite charakterisiert. Das gleich breite Schiff mit spätgotischem Westportal, wohl ursprünglich mit einem steileren Dach, von den Hugenotten umgebaut. Der Bruchsteinbau wurde bei der Renovierung 1962/1963 neu verputzt. Der Chor im Inneren mit Kreuzgratgewölbe, der Saal mit Flachdecke auf Längsunterzug. Emporen und Kanzel aus dem frühen 18. Jahrhundert. Die Orgel von Johann Georg Bürgy, 1822, wurde 1872 nach dem Abriss der Kirche von Biskirchen angekauft. Kulturdenkmal aus geschichtlichen, künstlerischen und städtebaulichen Gründen. | Entstehung im 14. Jahrhundert | 44637 DDB  |
| Ehemalige Schule     | Ehemalige Schule                   | Daubhausen, Ulmer Straße 6 LageFlur: 1, Flurstück: 35/1                                            | Nachdem 1836 Greifenthal und Daubhausen zu einem Schulverband vereinigt wurden, entstand 1836 bis 1838 die neue Schule in unmittelbarer Nachbarschaft der Kirche, der sie traufseitig zugewandt ist. Der zweigeschossige Bau mit umlaufendem Traufgesims und Krüppelwalmdach wird annähernd mittig erschlossen. Im südlichen Teil lagen ursprünglich Klassenräume und Lehrerwohnung. Erst 1912/13 wurden in die Scheune im nördlichen Teil ein Schul- und ein Gemeindesaal mit deutlich größeren Fenstern eingebaut. Typischer Schulbau der ersten Hälfte des 19. Jahrhunderts, der mit denen in Kölschhausen und Niederlemp vergleichbar und wegen der Bauweise aus Stampflehm von besonderer Bedeutung ist. Kulturdenkmal aus geschichtlichen und städtebaulichen Gründen. | 1836 bis 1838                 | 44638 DDB  |
| Fachwerkwohnhaus     | Fachwerkwohnhaus                   | Daubhausen, Ulmer Straße 7, 9 LageFlur: 1, Flurstück: 16, 20                                       | Zweigeschossiges, traufständiges Fachwerkwohnhaus mit Krüppelwalmdach in ortsbildprägender Lage gegenüber von Schule und Kirche. Aufgrund von Besitzteilung teilweise verkleidetes Fachwerkgefüge aus der Zeit um 1700, das sich durch Vierzonigkeit und reiche Zierformen auszeichnet. Nach örtlicher Überlieferung befand sich über dem Eingang ein Zunftwappen. Dadurch besteht ein Zusammenhang mit der im Freiheitsbrief 1722 genannten Gewerbezunft, die dem Bau eine besondere ortsgeschichtliche Bedeutung gibt. Kulturdenkmal aus geschichtlichen und städtebaulichen Gründen. | um 1700                       | 44639 DDB  |
| Bild gesucht BW      | Wohnhaus mit Scheune               | Daubhausen, Ulmer Straße 14 LageFlur: 1, Flurstück: 27                                             | | um 1716/17                    | 953033 DDB |

### Dreisbach
| Bild           | Bezeichnung         | Lage                                                                 | Beschreibung | Bauzeit                | Objekt-Nr. |
| -------------- | ------------------- | -------------------------------------------------------------------- | --- | ---------------------- | ---------- |
| Laufbrunnen    | Laufbrunnen         | Dreisbach, Kirchweg o. Nr. LageFlur: 6, Flurstück: 94                | Am Dorfplatz gelegener gusseiserner Laufbrunnen aus dem letzten Viertel des 19. Jahrhunderts. Die Ausformung des querrechteckigen Troges mit kannenlurenartigem Relief und Blütenfries findet sich bei zahlreichen Brunnen im nördlichen Lahn-Dill-Kreis, z. B. in Breitscheid-Medenbach, jedoch selten im Altkreis Wetzlar. Gerade als Massenprodukt ist er Beispiel für die Bemühungen um eine systematische Wasserversorgung. | Ende 19. Jahrhundert   | 44650 DDB  |
| weitere Bilder | Evangelische Kirche | Dreisbach, Kirchweg 7 LageFlur: 6, Flurstück: 12/1                   | Steil am Hang gelegene, verputzte Fachwerkkirche aus der Zeit um 1700 mit Krüppelwalmdach und nach Westen verschobenem Haubendachreiter. Der Zugang zum Eingangsvorbau um 1973 seitlich verlegt. Das Innere mit erkennbarer Ständerbauweise präsentiert sich als flachgedeckter, kubischer Saal. Die beiden Längsunterzüge der Decke werden von zwei mächtigen Holzsäulen mit Sattelholz und Kopfstreben getragen. Die Stützen der dreiseitigen Empore mit kassettierter Brüstung nehmen die Säulenform auf, jedoch mit mehrfach eingeschnürtem Schaft. Die wirkungsvoll an der Ostwand platzierte Kanzel wohl um 1700, der Schalldeckel 1772 datiert. Erwähnenswert ist der teilweise erhaltene Fußboden aus Bachkieseln im Fischgrätmuster. Der im Ortsbild wirksame Bau weist mit der erstaunlich repräsentativen Innengestaltung Verbindungen zur Kirche von Kölschhausen auf. | 1695 bis 1705          | 44651 DDB  |
| Wohnhaus       | Wohnhaus            | Dreisbach, Kirchweg 16 LageFlur: 6, Flurstück: 103                   | In einer Straßengabelung gegenüber der Kirche wirkungsvoll am Hang gelegenes Fachwerkwohnhaus aus der Zeit um 1700. Die beiden Geschosse über unterschiedlich hohem Kellersockel zeigen ein zum Tal hin konzipiertes, schönes Zierfachwerk. Profilierte Eckpfosten und Geschosshölzer, sichtbare Balkenköpfe, Mann-Figuren und nasenbesetzte Streben in den Brüstungsfeldern sind mit einem im Übrigen rasterförmigen Gefüge kombiniert. Die bergseitige Eingangsfront mit Blechverkleidung, die Wirtschaftsgebäude aus dem 19. Jahrhundert. Bemerkenswert auch wegen des relativ ursprünglichen Erhaltungszustandes. | 1695 bis 1705          | 44652 DDB  |
| Gemeindehaus   | Gemeindehaus        | Dreisbach, Lindenstraße 2 LageFlur: 6, Flurstück: 58/1, 122/3, 139/1 | Unmittelbar am Ortseingang bzw. Dorfplatz wurde bis 1950 ein Gemeindehaus, u. a. mit Bürgermeisteramt, Wohnungen und Backhaus errichtet. Der einfache, zweigeschossige Bau besitzt das für die Zeit typische Satteldach mit Aufschieblingen. Die Bogenstellung im Erdgeschoss greift auf das Motiv der Ratslauben zurück. Liegende Fensterformate deuten zusätzlich auf einen Saal hin. Als multifunktionaler Bau belegt das Gemeindehaus die dörfliche Selbstständigkeit bis zur Gebietsreform und dokumentiert darüber hinaus eine sehr traditionsgebundene Architekturströmung der Nachkriegszeit. | 1945 bis 1955          | 44653 DDB  |
| Wohnhaus       | Wohnhaus            | Dreisbach, Lindenstraße 4 LageFlur: 6, Flurstück: 59/2               | Zweigeschossiges, giebelständiges Fachwerkwohnhaus aus der ersten Hälfte des 18. Jahrhunderts. Angesichts der geringen Größe relativ reicher Bau mit Stichgebälk und verzierten Brüstungsfeldern. Trotz moderner An- und Umbauten wegen der Lage im Ortsbild erhaltenswert. | Anfang 18. Jahrhundert | 44654 DDB  |

### Ehringshausen
| Bild                            | Bezeichnung                     | Lage                                                                | Beschreibung | Bauzeit                | Objekt-Nr. |
| ------------------------------- | ------------------------------- | ------------------------------------------------------------------- | --- | ---------------------- | ---------- |
| Ehemaliges Sägewerk Weimer      | Ehemaliges Sägewerk Weimer      | Ehringshausen, Am Bahnhof 4 LageFlur: 21, Flurstück: 25/3           | Gemeinsam mit Nr. 5 gehört das Gebäude zum Komplex der 1890 gegründeten "Holz-Industrie" Jakob Weimer. Verkehrsgünstig am Bahnhof gelegen, entstanden sukzessive die weitläufigen, ursprünglich miteinander verbundenen Betriebsgebäude, darunter das abgerissene Elektrizitätswerk von 1906, das den Ort selbst mit Strom versorgte. Gegenüber dem bescheideneren Werksgebäude (Nr. 5) zeigt das vermutlich als Wohnung und Büro dienende Haus aufwendigere Formen: Zierfachwerk, Seitenrisalite und ein turmartiger Mittelbau belegen einen deutlich höheren Anspruch. Letztes Zeugnis der um 1900 bedeutenden Holzindustrie des Ortes in einer für die Bauaufgabe typischen Fachwerk-Ziegel Bauweise mit schönen Details. Kulturdenkmal aus geschichtlichen Gründen. | um 1890                | 44610 DDB  |
| Ehemaliges Sägewerk Weimer      | Ehemaliges Sägewerk Weimer      | Ehringshausen, Am Bahnhof 5 LageFlur: 21, Flurstück: 25/1           | Das Gebäude gehört zum Komplex der 1890 gegründeten "Holz-Industrie" Jakob Weimer. Verkehrsgünstig am Bahnhof gelegen, entstanden sukzessive die weitläufigen Betriebsgebäude, u.a. mit einem Elektrizitätswerk. Gegenüber dem aufwendigeren Nachbargebäude Nr. 4 zeigt das Werksgebäude mit Kniestock, Satteldach und Zwerchhaus bescheidenere Formen. Alte Fotos belegen unter der Verschieferung ein konstruktives Fachwerkgefüge. Kulturdenkmal aus geschichtlichen Gründen. | 1885 bis 1895          | 44611 DDB  |
| weitere Bilder                  | Bahnhof                         | Ehringshausen, Am Bahnhof 7 LageFlur: 21, Flurstück: 41/12          | Der Bahnhof von Ehringshausen entstand im Zuge des Baues der Eisenbahnlinie Deutz-Gießen durch das Dilltal 1860 bis 1862. Einfacher Putzbau mit flachem Satteldach, zwei in der tiefe gestaffelten Risaliten und niedrigem Anbau. Die weitere architektonische Gliederung erfolgt durch unterschiedliche Fensterformate, z.T. mit Verdachungen. Der Bau des Bahnhofes hatte erhebliche Auswirkungen auf die städtebauliche Entwicklung des Ortes, da nun die südliche Dillseite bevorzugter Standort für Gewerbe- und Industriebetriebe wurde, die die günstigen Absatzwege nutzten wollten. Kulturdenkmal aus geschichtlichen Gründen. | 1862                   | 44612 DDB  |
| Brunnentrog                     | Brunnentrog                     | Ehringshausen, Bahnhofstraße o. Nr. LageFlur: 11, Flurstück: 761/12 | Brunnentrog aus Kalkstein mit hölzerner, reliefverzierter Brunnensäule. In einer bildstockartigen Vertiefung ist in groben, ländlich wirkenden Formen ein Schäfer mit seinen Tieren dargestellt. Es handelt sich um eine für die Entstehungszeit 1936 typische Rückbesinnung auf das Landleben, die die Entwicklung des Ortes zum Industriedorf negiert. Kulturdenkmal aus geschichtlichen Gründen. | 1936                   | 44613 DDB  |
| Wohnhaus                        | Wohnhaus                        | Ehringshausen, Bahnhofstraße 15 LageFlur: 11, Flurstück: 691/1      | Einer der wenigen bürgerlichen Bauten des späten 19. Jahrhunderts im alten Ortskern liegt ortsbildprägend an der Einmündung der Lempstraße. Er ist in zeittypischer Weise aus sich durchdringenden Bauteilen zusammengesetzt und betont die Ecke durch einen turmartigen Erker. Dekorativer Materialwechsel aus Putz und Ziegelbändern bzw. Zierschiefer und hölzernem Dachgespärre. Volumen, Aufwand und Anspruch heben das Haus von der eher bäuerlichen Bauweise der Umgebung ab. Es belegt damit den aus der Industrialisierung folgenden Strukturwandel des Dorfes. Kulturdenkmal aus geschichtlichen und städtebaulichen Gründen. | Ende 19. Jahrhundert   | 44614 DDB  |
| Idsches Haus                    | Idsches Haus                    | Ehringshausen, Bahnhofstraße 24 LageFlur: 11, Flurstück: 700        | Die L-förmige Hofanlage wurde laut Inschrift 1765 durch Johann Philipp Krauß und seiner Frau Wilhelmine erbaut. Sie wurde später erweitert und diente u.a. 1831 bis 1854 als Schule. Auffällig ist die in dieser Gegend eher seltene überbaute Torfahrt (vgl. Bahnhofstraße 31). Das z.T. freiliegende spät- barocke Fachwerk zeigt neben reduzierten Mann-Figuren noch einige schöne Zierformen. Das relativ ursprünglich erhaltene Gehöft bildet mit den benachbarten Fachwerkgebäuden aus der gleichen Zeit eine geschlossene traufständige Reihe und ist auch aufgrund der Ecklage für das Ortsbild wichtig. Kulturdenkmal aus geschichtlichen und städtebaulichen Gründen. | 1765                   | 44615 DDB  |
| Zweiseithof                     | Zweiseithof                     | Ehringshausen, Bahnhofstraße 31 LageFlur: 11, Flurstück: 556/3      | Der zur Reitzergasse geöffnete Zweiseithof aus der Zeit um 1700 wurde im 19. Jahrhundert zum Dreiseithof erweitert. Das zweigeschossige Wohnhaus mit schönen, regelmäßigen Mann-Figuren besitzt aufgrund von Erbteilung zwei separate Eingänge, der am Hof noch mit einer Tür des 19. Jahrhunderts. Die Scheune im unteren Bereich in Ziegel erneuert. Das Anwesen gehört mit Bahnhofstraße 24 und Lempstraße 6 zu den wenigen relativ vollständig erhaltenen Hofanlagen des Ortes. Kulturdenkmal aus geschichtlichen und städtebaulichen Gründen. | um 1700                | 44616 DDB  |
| Ehemalige evangelische Kirche   | Ehemalige evangelische Kirche   | Ehringshausen, Kirchberg 1 LageFlur: 10, Flurstück: 25              | Passend zu ihrer Funktion als Wehrkirche liegt der Bau schwer zugänglich auf einem erhöhten Olivin-Diabas-Felsen. Der rechteckige Bau mit steilem Walmdach und vier großen Gauben ist im Inneren als kubischer Saal ausgebildet, der durch relativ hoch liegende, rechteckige Fenster belichtet wird. An der Ostseite zwei kleine Nischen und ein segmentbogiges Fenster, das offensichtlich später eingebrochen wurde. An Ausstattungsgegenständen sind neben der Kanzel und der L-förmigen Empore (beide wohl 17. Jahrhundert) zwei Totenkronen sowie die Reste farbiger Raumfassungen erwähnenswert. Die heutige grau-weiß Fassung im Wesentlichen nach Befund bei der jüngsten Renovierung ab 1986 wiederhergestellt. Über der Balkendecke mit Längsunterzug befindet sich ein Schießschartengeschoss, das sich in den spätgotischen Dachstuhl öffnet: Bemerkenswerte Konstruktion mit drei mächtigen mittleren Stuhlsäulen. St. Antonius-Glocke um 1480. Bezeichnendes Beispiel einer kleinen spätgotischen Wehrkirche, deren Blockhaftigkeit eine Parallele in dem wohl älteren, turmartigen Rechteckbau der Kirche von Salzböden findet. Kulturdenkmal aus geschichtlichen, künstlerischen, städtebaulichen und wissenschaftlichen Gründen. | 17. Jahrhundert        | 44617 DDB  |
| Scheune                         | Scheune                         | Ehringshausen, Lempstraße 2 LageFlur: 11, Flurstück: 584            | Die vermutlich im ausgehenden 18. Jahrhundert entstandene Scheune zeichnet sich durch eine seitliche Tenne und ein sehr regelmäßiges Gefüge aus Dreiviertelstreben aus. Die mächtige straßenseitige Giebelwand mit Inschrift und der enge räumliche Zusammenhang mit dem Nachbargebäude Nr. 6 tragen zu der besonderen ortsbildprägenden Wirkung bei. Kulturdenkmal aus geschichtlichen und städtebaulichen Gründen. | Ende 18. Jahrhundert   | 44618 DDB  |
| Wohnhaus                        | Wohnhaus                        | Ehringshausen, Lempstraße 6 LageFlur: 11, Flurstück: 585/1          | Traufständiges, zurückliegendes Fachwerkhaus aus der Zeit um 1700. Über dem massiv erneuerten Erdgeschoss ein dreizoniges Gefüge mit weit gespreizten Mann-Figuren. Gemeinsam mit der Scheune von Lempstraße 2 bildet es eine Einheit von großer ortsbildprägender Wirkung. Kulturdenkmal aus geschichtlichen und städtebaulichen Gründen. | um 1700                | 44619 DDB  |
| Ehemaliges Amtsgericht, Rathaus | Ehemaliges Amtsgericht, Rathaus | Ehringshausen, Rathausstraße 1 LageFlur: 10, Flurstück: 22          | Das Amtsgericht wurde 1897 von Kreisbaumeister Witte errichtet und steht im Zusammenhang mit der Entwicklung des Ortes zum Verwaltungsmittelpunkt. Auf einer Anhöhe neben der Kapelle und dem abgerissenen alte Amtshaus gelegen, beherrscht der mächtige Bau noch heute das Ortsbild. Das Volumen ist unter Betonung der Talseite durch die unterschiedliche Gestaltung der Fronten asymmetrisch aufgelockert. Mit den Formen der Neurenaissance und dem Zitat einer Ratsloggia in der rechten Seitenachse versuchte der Architekt an Ideen der bürgerlichen Selbstverwaltung anzuknüpfen. Der orts- und kreisgeschichtlich bedeutende Bau wurde durch Um- und Anbauten der jüngsten Zeit verändert. Kulturdenkmal aus geschichtlichen, künstlerischen und städtebaulichen Gründen. | 1897                   | 44620 DDB  |
| weitere Bilder                  | Denkmal                         | Ehringshausen, Rathausstraße 1 LageFlur: 10, Flurstück: 23/1        | Das Denkmal für die „Kriegsteilnehmer 1864, 1866, 1870/71“ wurde 1914 von Bildhauer Ott aus Herborn geschaffen. Der Pfeiler mit rustiziertem Schaft, Lorbeerfries und bekrönendem Adler ist mit dem Denkmal in Philippstein vergleichbar. Das relativ späte Entstehungsdatum zeugt vom Patriotismus am Vorabend des Ersten Weltkrieges. Erst vor wenigen Jahren wurde das Denkmal vom Standort unterhalb der Kapelle zum Rathaus versetzt. Kulturdenkmal aus geschichtlichen Gründen. | 1914                   | 44621 DDB  |
| Wohnhaus                        | Wohnhaus                        | Ehringshausen, Wetzlarer Straße 4 LageFlur: 7, Flurstück: 446/1     | Am westlichen Rand des alten Ortskerns gelegenes, traufständiges Wohnhaus mit neun Achsen. Der zweigeschossige Bau mit Krüppelwalmdach ist durch eine außermittige Tür erschlossen und dürfte aus dem ersten Viertel des 19. Jahrhunderts stammen. Unter der Verkleidung ist ein wohl konstruktives Fachwerk zu erwarten. Ungewöhnlich großer, langgestreckter Bau, dessen Reiz von der klassizistisch-regelmäßigen Reihung der z.T. noch originalen Fenster ausgeht. Kulturdenkmal aus geschichtlichen und städtebaulichen Gründen. | Anfang 19. Jahrhundert | 44622 DDB  |
| Wohnhaus                        | Wohnhaus                        | Ehringshausen, Wetzlarer Straße 42 LageFlur: 12, Flurstück: 26      | Der kubisch wirkende Bau mit flach geneigtem Walmdach wurde um 1850 am damaligen, östlichen Ortsausgang, vielleicht für den ersten Wundarzt Dr. Seebach erbaut. Typisch ist die im Ort und der Umgebung seltene, vom Klassizismus abhängige, klare Form des verputzten Fachwerkbaus, der zeitweilig als Gemeindehaus und Bürgermeisteramt diente. Kulturdenkmal aus geschichtlichen Gründen. | um 1850                | 44623 DDB  |
| Stollenmundloch                 | Stollenmundloch                 | Ehringshausen, Wetzlarer Straße 66 LageFlur: 13, Flurstück: 115/2   | Außer den Übertageanlagen der Grube Heinrichsegen (siehe Aßlar-Werdorf) hat sich am östlichen Ortsausgang ein Stollenmundloch erhalten. Eine abgetreppte Bruchsteinmauer rahmt die spitzbogige Öffnung des 1880 datierten und bezeichneten Georg-Stollens. Er wurde 1882 angeschlagen und besaß bis zum Lageranfang eine Länge von 615 m. Kulturdenkmal aus geschichtlichen und technischen Gründen. | 1880                   | 44625 DDB  |
| Gehöft                          | Gehöft                          | Ehringshausen, Wetzlarer Straße 71 LageFlur: 33, Flurstück: 3       | Das Gehöft aus der Zeit um 1900 besteht aus einem zweigeschossigen, traufständigen Wohnhaus und einem zurückliegenden, ebenfalls traufständigen Wirtschaftsbau. Der Komplex zeigt beispielhaft, wie in der Zeit des Historismus auch bei ländlichen Bauaufgaben auf überkommenes Formengut zurückgegriffen wurde. So sind die Gebäudeanordnung, das Zierfachwerk und die paarige Fensteranordnung dem Fachwerkbau des 18. Jahrhunderts entlehnt, wohingegen das Zwerchhaus auf eine moderne Wohnnutzung des Dachgeschosses hinweist. Selten gewordenes und ursprünglich erhaltenes Beispiel in charakteristischer Ortsrandlage. Kulturdenkmal aus geschichtlichen Gründen. | um 1900                | 44624 DDB  |

### Greifenthal
| Bild                          | Bezeichnung                   | Lage                                                        | Beschreibung | Bauzeit       | Objekt-Nr. |
| ----------------------------- | ----------------------------- | ----------------------------------------------------------- | --- | ------------- | ---------- |
| Fachwerkhaus                  | Fachwerkhaus                  | Greifenthal, Westerwaldstraße 25 LageFlur: 3, Flurstück: 26 | In der überlieferten Ortsgeschichte gilt das Fachwerkhaus als Rest eines gräflichen Meierhofes, der hier vor Gründung der Hugenottensiedlung bestanden haben soll. Über dem massiv erneuerten Erdgeschoss und dem Stichgebälk ein dreizoniges Fachwerkgefüge mit teilweise gebogenen Mann-Figuren, vielleicht noch aus dem 17. Jahrhundert. Kulturdenkmal aus geschichtlichen Gründen. | 1625 bis 1675 | 44657 DDB  |
| Ehemaliges Schul- und Bethaus | Ehemaliges Schul- und Bethaus | Greifenthal, Westerwaldstraße 31 LageFlur: 3, Flurstück: 22 | Anstelle der 1890 wegen Baufälligkeit abgerissenen Kapelle des 18. Jahrhunderts entstand bis 1891 ein Schul- und Bethaus mit Wirtschaftsgebäuden für den Lehrer. Der relativ kleine, zweigeschossige Ziegelbau ist traufständig von der Straße zurückgesetzt. Mit der asymmetrischen Betonung durch einen Seitenrisalit ist er der Schule in Biskirchen verwandt, was auf die Pläne des Kreisbaumeisters Witte schließen lässt. Zu den wenigen Schmuckformen gehören das Stockwerksgesims und die Verdachung für die Schulglocke, 1830 von Fr. Bernhard aus Tiefenbach. Bescheidener Schulbau des späten 19. Jahrhunderts mit der auf dem Lande typischen Verbindung verschiedener Funktionen. Kulturdenkmal aus geschichtlichen Gründen. | 1891          | 44658 DDB  |

### Katzenfurt
| Bild                                        | Bezeichnung                   | Lage | Beschreibung | Bauzeit                                       | Objekt-Nr. |
| ------------------------------------------- | ----------------------------- | --- | --- | --------------------------------------------- | ---------- |
| ländlicher Wirtschaftsbau                   | ländlicher Wirtschaftsbau     | Katzenfurt, Brückenstraße 4 LageFlur: 11, Flurstück: 94/1 | Der ländliche Wirtschaftsbau besteht im Bereich des Erdgeschosses mit Stallungen aus Bruchstein bzw. bossierten Werksteinen an Gewänden und Eckrustika. Das zu Lagerungszwecken dienende Obergeschoss mit rasterförmigem Fachwerk und wenigen Streben. Einseitig abgewalmtes, mit der benachbarten Scheune verbundenes Satteldach. Reicher, fantasievoller Kratzputz, der neben Pflanzen und bäuerlichem Gerät auch eine Allegorie und ein Schloss zeigt. Inschrift "LB, 1907, Gott segne die Landwirtschaft". Neben ihrer späten Entstehungszeit im frühen 20. Jahrhundert ist die Scheune wegen der aufwendigen Materialverarbeitung und dem volkskundlich bedeutsamen, seltenen Zierputz bemerkenswert. Kulturdenkmal aus geschichtlichen Gründen. | 1907                                          | 44661 DDB  |
| Dillbrücke                                  | Dillbrücke                    | Katzenfurt, Brückenstraße (L 3282), Dill (Gew. II), Brückenstraße, Auf der Riedwies LageFlur: 9, 12, Flurstück: 144/11, 144/12, 144/8, 144/9, 145/1–5, 161/1, 81, 82/1, 167/2 | Ähnlich wie bei der Brücke in Dillheim wird die Straße von Katzenfurt nach Holzhausen in drei Segmentbögen über die Dill geführt. Aus dem gleichen groben Quadermauerwerk wie die Bögen, sind die Pfeiler flussaufwärts jeweils mit spitzen Eisbrechern versehen. Der 1965 in der Fahrbahn verbreiterte Bau geht auf eine 1872 von Maurermeister Peter Weimer erbaute Steinbrücke zurück, die bereits 1880 völlig erneuert werden musste und eine Holzbrücke von 1846 ersetzte. Kulturdenkmal aus geschichtlichen und technischen Gründen. | Erste Holzbrücke 1845 Steinerne Brücke 1871   | 44660 DDB  |
| Backhaus                                    | Backhaus                      | Katzenfurt, Frankfurter Straße 29 LageFlur: 10, Flurstück: 112/1 | Kleines, traufständiges Backhaus am östlichen Ortseingang von 1859. Bruchsteinbau mit Eckquaderung und teilweise in Ziegel erneuerten Werksteingewänden sowie flacher Dachneigung und fächerförmigem Fachwerk im Giebel. Schlichtes, noch in Funktion befindliches Beispiel eines dörflichen Gemeinschaftsbaus. Kulturdenkmal aus geschichtlichen Gründen. | 1859                                          | 44662 DDB  |
| weitere Bilder                              | Jüdischer Friedhof            | Katzenfurt, Hinter dem Stemel (Außerhalb der Ortslage) LageFlur: 6, Flurstück: 226                                                                                            | An einem Hang nördlich des Ortes liegt das Areal des jüdischen Friedhofes. Von Hecken eingezäunt, haben sich nur wenige Grabsteine bzw. deren Reste erhalten, bei denen es sich meist um schräge Platten mit deutsch-hebräischer Inschrift handelt. Sie sind zwischen 1906 und 1934 entstanden. Die relativ große Fläche deutet auf eine ehemals beachtliche jüdische Gemeinde hin. Kulturdenkmal aus geschichtlichen Gründen. | Wahrscheinlich im 19. Jahrhundert             | 44667 DDB  |
| Friedhof, Kriegerdenkmal                    | Friedhof, Kriegerdenkmal      | Katzenfurt, Kirchstraße o. Nr. LageFlur: 6, Flurstück: 188/2 | Das Kriegerdenkmal für die Gefallenen des Ersten Weltkrieges wurde 1925 westlich des Ortes Auf den Birken eingeweiht, später an den heutigen Standort versetzt und erweitert. Der aus Steinquadern gebildete Obelisk mit bekrönendem Eisernem Kreuz weist einen hohen, aufwendig gestalteten Sockel mit Bronzereliefs auf. Sie zeigen eine Inschrift, eine Abschieds- und Rückkehrszene sowie eine Trauernde. Die von der Gießerei Flink aus Mannheim gegossenen Platten zeigen einen in Motivwahl und Figurenhaltung klassizierenden und schweren, typisierenden Reliefstil, der Schicksal und Heldenverehrung thematisiert. Kulturdenkmal aus geschichtlichen und künstlerischen Gründen. | 1925                                          | 44665 DDB  |
| Wohnhaus                                    | Wohnhaus                      | Katzenfurt, Kirchstraße 6 LageFlur: 10, Flurstück: 45 | In unmittelbarer Nähe der Kirche prägendes Einhaus, vielleicht noch aus dem späten 17. Jahrhundert mit Wirtschaftsanbau des 19. Jahrhunderts. Auffällige Merkmale des zweizonigen Wohnteiles sind die Betonung der Mittelachse am Giebel, die Mann-Figuren mit gebogenen Streben und die reichen Profile an Schwelle, Rähm und Balkenköpfen. Der Scheunentrakt ist unter Beibehaltung des großen Tores zu Wohnzwecken ausgebaut. Trotzdem belegt der Bau noch anschaulich eine in diesem Kreisbereich weniger häufige Gehöftform. Kulturdenkmal aus geschichtlichen und städtebaulichen Gründen. | Ende 17. Jahrhundert                          | 44663 DDB  |
| Turm der evangelischen Kirche in Katzenfurt | Turm der evangelischen Kirche | Katzenfurt, Kirchstraße 7 LageFlur: 10, Flurstück: 23 | Nachdem der Saalbau der Kirche 1962 bis 1963 durch einen Neubau ersetzt wurde, hat sich nur der quadratische, gedrungene Chorturm des 13. Jahrhunderts mit einer hohen, 1783 durch Zimmermeister Ließfeld errichteten Laternenhaube erhalten. Der vermauerte Stein mit der Jahreszahl 1722 befand sich ursprünglich über dem Eingang und bezieht sich auf einen Umbau des alten Kirchenschiffes. Im Inneren öffnet sich der Chor durch einen spitzen Triumphbogen und weist ein sich verschleifendes Kreuzgratgewölbe über rundbogigen Nischen auf, eine davon mit Sakramentsnische. Besondere Beachtung verdienen die erst vor wenigen Jahren aufgedeckten Wandmalereien aus dem 14. Jahrhundert. Der untere Nischenbereich ist durch Vorhangmalereien mit Engeln geschmückt, in den Lünetten und Gewänden befinden sich Passionsszenen. Das Gewölbe mit Christus als Weltenrichter sowie den vier Evangelistensymbolen. Kulturdenkmal aus geschichtlichen, künstlerischen, städtebaulichen und wissenschaftlichen Gründen. | 1225 bis 1275                                 | 44664 DDB  |
| weitere Bilder                              | Marxmühle                     | Katzenfurt, Marx-Mühle 111 (Außerhalb der Ortslage) LageFlur: 16, Flurstück: 129/1                                                                                            | Weitläufiger Mühlenkomplex, nördlich des Ortes auf freiem Feld zwischen Bahnlinie und Dill gelegen. Die um einen Hof gruppierten Gebäude belegen eindrucksvoll eine Entwicklung von der Mehrzweckmühle zum Industriebetrieb, der heute landwirtschaftlich genutzt wird. Zu den ältesten Teilen zählen zwei aneinander gebaute, traufständige Wohnhäuser auf massiven Kellern. Das nur an der Rückseite freiliegende, konstruktive Fachwerk ist durch zwei Inschriftensteine datiert: „MD 1787“ und „HCDI 1819“. Neben der Innenaufteilung haben sich zahlreiche, originale Details wie Fenster und Türbeschläge erhalten. Das anschließende Speichergebäude wurde 1884 nach Ankauf und Umbau des Komplexes zur Kunstmühle durch Müller Marx errichtet. Der mächtige, z.T. verputzte Ziegelbau mit regelmäßiger Reihung rundbogiger Fenster zeigt im Inneren eine typische, mehrschiffige Eisenstützenkonstruktion mit Holzbalkendecken und ist mit dem jüngeren, benachbarten Lagergebäude verbunden. Den südlichen Hofabschluss bildet das 1915 erbaute Wohnhaus mit Mansarddach. Dahinter liegen die Anlagen der 1910 bzw. 1918 eingerichteten Preßhefe- bzw. Spiritusfabrik mit Schornstein. Außer dem Mühlgraben, der unter dem Speichergebäude fließt, haben sich keine nennenswerten Reste der Mühleneinrichtung erhalten. Kulturdenkmal aus geschichtlichen und technischen Gründen. | Schneidmühle 1657, Anbau einer Mahlmühle 1660 | 44668 DDB  |
| Welschenbachstraße 13                       | Wohnhaus                      | Katzenfurt, Welschenbachstraße 13 LageFlur: 11, Flurstück: 70 | In einer Reihe weiterer giebelständiger Bauten prägt das Wohnhaus das Straßenbild mit seinem kräftigen Fachwerkgefüge, das um 1700 entstanden sein dürfte. Der sehr schmale, zweizonige Bau mit Bruchsteinkeller und Satteldach zeichnet sich durch mächtige Eckständer mit Profil, Mann-Figuren und einige kurze, geschwungene Streben aus. Balkenköpfe und Füllhölzer bilden ein einheitliches Profil innerhalb einer differenzierten Profilfolge. Die wenigen Veränderungen betreffen vor allem den Eingangsvorbau und die Treppe (19. Jahrhundert). Trotz geringer Größe bemerkenswert aufwendige Formen. Kulturdenkmal aus geschichtlichen und städtebaulichen Gründen. | 1695 bis 1705                                 | 44666 DDB  |

### Kölschhausen
| Bild                     | Bezeichnung              | Lage                                                                                                  | Beschreibung | Bauzeit                 | Objekt-Nr. |
| ------------------------ | ------------------------ | --- | --- | ----------------------- | ---------- |
| Friedhof, Kriegerdenkmal | Friedhof, Kriegerdenkmal | Kölschhausen, Brunnenstraße o. Nr. LageFlur: 4, Flurstück: 44                                         | Denkmal für die Gefallenen des Ersten Weltkrieges von 1929, nach 1945 erweitert. In eine spitzbogige Nischenarchitektur ist ein Sarkophag mit bekrönendem Helm eingestellt. Als Material diente unterschiedlich polierter Granit, die spitzbogige Inschriftentafel ist aus Bronze. Die durch eine Inschrift belegte Heldenverehrung ist durch die gotisierende Rahmenform um ein religiöses Element bereichert. Die ursprüngliche, den Zugangsweg begleitende Baumreihe ist nicht mehr vorhanden. Kulturdenkmal aus geschichtlichen Gründen. | 1929                    | 44671 DDB  |
| weitere Bilder           | Evangelische Pfarrkirche | Kölschhausen, Brunnenstraße 13 LageFlur: 7, Flurstück: 72                                             | Die evangelische Pfarrkirche liegt in der Ortsmitte auf einer kleinen Anhöhe des ehemaligen, 1949 eingeebneten Kirchhofes. Sie präsentiert sich mit dem frühgotischen Chorturm und dem im Kern mittelalterlichen, im 17. Jahrhundert veränderten Schiff als bemerkenswerte Wehranlage. Der gedrungene, quadratische Turm mit Zeltdach weist zwei Obergeschosse mit Schießscharten auf, die nur von außen über einen erhöht liegenden Eingang zugänglich sind. Das durch Verputz, regelmäßige Rundbogenfenster und ein großes Walmdach einheitlich wirkende Schiff ist im Inneren zweigeteilt: 1697 (Inschrift) wurde die Westwand von einem großen Rundbogen durchbrochen und eine Achse angefügt. Durch die damit verbundene Umorientierung verlor der über spitzen Schildbögen kreuzgratgewölbte Turmchor seine ursprüngliche Funktion. Beiden Teilen des Schiffes sind die vermauerten Maulscharten mit segmentbogigen Gewänden in der Sockelzone gemeinsam, die im älteren Teil auf Vorgänger zurückgehen könnten. Auf die barocke Umgestaltung geht u.a. die Flachdecke mit zwei Unterzügen auf gebauchten Säulen zurück, vgl. die jüngere Kirche von Dreisbach. Von der Ausstattung ist neben den raumbestimmenden Emporen, dem seltenen Bachkieselfußboden und den Malereiresten (z.B. Diamantquaderung am Chorbogen) vor allem die Kanzel des späten 17. Jahrhunderts mit gewendelten Säulen erwähnenswert. Über dem Schiff eindrucksvoller, barocker Kehlbalkendachstuhl, im Turm Holzbalkendecken mit Mittelsäule sowie zwei Glocken: Marienglocke 1478 von Tilman von Hachenburg, St.-Anna-Glocke 1518 von Steffan aus Frankfurt. Kulturdenkmal aus geschichtlichen, künstlerischen, städtebaulichen und wissenschaftlichen Gründen. | frühe Gotik, Umbau 1697 | 44672 DDB  |
| Scheune                  | Scheune                  | Kölschhausen, Brunnenstraße 15 LageFlur: 7, Flurstück: 88                                             | Relativ ursprünglich erhaltene Scheune in prägender Lage gegenüber der Kirche. Die Traufseite mit mittigem Tennentor in Kunstschiefer verkleidet, an der Giebelseite Eckständer auf Bruchsteinsockel mit eingezapfter Schwelle. Aufgrund der betonten Mittelachse und dem rasterförmigen Fachwerk mit wenigen Streben datiert der Bau wohl in die Zeit um 1700. Kulturdenkmal aus geschichtlichen und städtebaulichen Gründen. | 1695 bis 1705           | 44673 DDB  |
| Scheune                  | Scheune                  | Kölschhausen, Brunnenstraße 26 LageFlur: 7, Flurstück: 90/3                                           | Parallel zum Wohnhaus im rückwärtigen Parzellenbereich gelegene Fachwerkscheune, im unteren Teil z.T. in Bruchstein bzw. in Ziegel ausgemauert. Rasterförmiges Fachwerk mit wenigen, leicht gebogenen Streben, betonter Mittelachse im Giebel und barocken Profilen im Dachbereich. Trotz neuerer Veränderungen neben Nr. 15 schönes Beispiel für eine Scheune aus der Zeit um 1700. Kulturdenkmal aus geschichtlichen Gründen. | 1695 bis 1705           | 44674 DDB  |
| Wohnhaus und Scheune     | Wohnhaus und Scheune     | Kölschhausen, Brunnenstraße 48 LageFlur: 7, Flurstück: 122                                            | Zweigeschossiges, leicht zurückgesetztes Fachwerkwohnhaus, wohl aus der ersten Hälfte des 18. Jahrhunderts. Das traufseitig freiliegende Fachwerk geht in der Schmuckfreudigkeit über die herkömmliche Gliederung hinaus. An den horizontalen Geschosshölzern und den Balkenköpfen reiche Profile, Tau- und Lorbeerstäbe, an den Mann-Figuren Flechtbänder und Blumenranken. Daher ist der Bau trotz einiger Veränderungen über den Ort hinaus von handwerklicher Bedeutung. Kulturdenkmal aus geschichtlichen Gründen. | Anfang 18. Jahrhundert  | 44675 DDB  |
| Ehemalige Schule         | Ehemalige Schule         | Kölschhausen, Brunnenstraße 58 LageFlur: 7, Flurstück: 140                                            | Am Abzweig der Sinner Straße und am damaligen Nordausgang des Dorfes 1848 erbaute Schule. Zweigeschossiger Bau mit verschiefertem Obergeschoss, Krüppelwalmdach und breitem, umlaufendem Dachgesims. Der einfache, im Wesentlichen durch vier Fensterachsen und die Dachform gegliederte Bau findet in den Schulen von Niederlemp und Daubhausen seine bauliche Entsprechung. Er ist daher nicht nur für die Orts-, sondern auch für die Schulgeschichte im Altkreis Wetzlar von Bedeutung. Kulturdenkmal aus geschichtlichen und städtebaulichen Gründen. | 1848                    | 44676 DDB  |
| Wirtschaftsgebäude       | Wirtschaftsgebäude       | Kölschhausen, Friedrich-Winter-Straße o. Nr. LageFlur: 7, Flurstück: 41                               | Kleines Wirtschaftsgebäude einer dreiseitigen Hofanlage, das laut Auskunft aus Dreisbach stammt und hier bereits seinen dritten Standort gefunden haben soll. Relativ aufwendige Gestaltung mit Profil am Eckständer, profilierten Geschosshölzern und halben Mann-Figuren. Recht ursprünglich erhaltenes Beispiel einer selten gewordenen Baugattung. Kulturdenkmal aus geschichtlichen Gründen. |                         | 44681 DDB  |
| Wohnhaus                 | Wohnhaus                 | Kölschhausen, Friedrich-Winter-Straße 3, Friedrich-Winter-Straße 1 LageFlur: 8, Flurstück: 12/2, 13/3 | Am Abzweig von der Brunnenstraße gegenüber dem Pfarrhaus in prägender Hanglage angesiedeltes, dreizoniges Fachwerkwohnhaus. Schöne, selten erhaltene Verschieferung des Gebäudes, die nur die Eingangsseite ausspart. Hier lässt sich das Fachwerk des Obergeschosses mit Mann-Figuren ins 18. Jahrhundert datieren. Darüber hinaus reiche Verzierung der Füllhölzer mit Lorbeerstäben. Kulturdenkmal aus geschichtlichen und städtebaulichen Gründen. | 1725 bis 1775           | 44677 DDB  |
| Wohnhaus und Scheune     | Wohnhaus und Scheune     | Kölschhausen, Friedrich-Winter-Straße 19 LageFlur: 7, Flurstück: 54                                   | Ungewöhnlich mächtiger Streckhof in der Nähe der Kirche an einer platzähnlichen Erweiterung. Das unterkellerte Wohnhaus mit sehr starken Hölzern ist in beiden Geschossen durch Mann-Figuren mit gebogenen Streben gegliedert. Reiche Zierformen: Eckständerprofil, Kopfwinkelhölzer mit Schnitzereien, Profilierungen bzw. Perlstab an dem für die Gegend eher unüblichen Blendbrett vor den Balkenköpfen. Traufseitige Eingangstür des 19. Jahrhunderts. Die Scheune mit Torfahrt ist in der Firsthöhe angepasst. Sie ist möglicherweise geringfügig jünger, als das wohl ins 17. Jahrhundert datierende, repräsentative Wohnhaus. Kulturdenkmal aus geschichtlichen und städtebaulichen Gründen. | 1625 bis 1675           | 44678 DDB  |
| Wohnhaus und Scheune     | Wohnhaus und Scheune     | Kölschhausen, Friedrich-Winter-Straße 21 LageFlur: 7, Flurstück: 53                                   | Parallel zu Nr. 19 angelegter Streckhof. Das unterkellerte Fachwerkwohnhaus mit verputztem Erdgeschoss und Mann-Figuren im Obergeschoss dürfte etwa gleichzeitig mit der Scheune errichtet worden sein. Die Inschrift über dem Tor nennt Johann Wilhelm Moritz und dessen Frau Katharina Elisabeth als Bauleute, den Zimmermann Jacob Lenz aus Dreisbach sowie das Baudatum 1818. Der Kniestock der Scheune möglicherweise zeitgleich mit den 1861 datierten Torflügeln entstanden. Kratzputz am Wohnhaus von 1928. Schönes Beispiel für ein bis in viele Details erhaltenes Anwesen in der Bautradition des 18. Jahrhunderts. Bachkieselpflaster im Hof. Kulturdenkmal aus geschichtlichen Gründen. | 1818                    | 44679 DDB  |
| Wohnhaus                 | Wohnhaus                 | Kölschhausen, Friedrich-Winter-Straße 25 LageFlur: 7, Flurstück: 51                                   | Als optischer Abschluss einer Stichstraße traufständig gelagerter Streckhof. Das zweigeschossige Wohnhaus mit Stallkeller zeigt im Obergeschoss die typischen Mann-Figuren und verzierte Brüstungsfelder. Die leicht zurückgesetzte Scheune ist inschriftlich 1708 datiert und wurde im 19. Jahrhundert aufgestockt. Spätere Wirtschaftsbauten und ein kleiner Garten vervollständigen die weitgehend erhaltene Hofanlage. Kulturdenkmal aus geschichtlichen und städtebaulichen Gründen. | 1708                    | 44680 DDB  |
| Einhaus                  | Einhaus                  | Kölschhausen, Friedrich-Winter-Straße 33 LageFlur: 7, Flurstück: 38/2                                 | Reduziertes Einhaus aus einachsigem Wohnteil mit großer Scheune in breiten Proportionen. Unter dem Wohnteil ein ursprünglich von außen zugänglicher Gewölbekeller, die Scheune ebenfalls unterkellert. Auffällig sind die über zwei Geschosse reichenden Eck- und Bundständer. Der verschieferte Kniestock später auf das im Scheunenbalken 1720 datierte Haus gesetzt. Bei dem jüngsten tief greifenden Umbau gingen u.a. zahlreiche originale Details verloren: so die zweiteilige Haustür und die Fensterrahmen mit Rankenmotiv von 1830. Geblieben ist die Ablesbarkeit des ungewöhnlichen Bautyps. Kulturdenkmal aus geschichtlichen Gründen. | 1720                    | 44682 DDB  |
| Gesamtanlage             | Gesamtanlage             | Kölschhausen, Gesamtanlage Historischer Ortskern Kölschhausen Lage                                    | Die Gesamtanlage Kölschhausen umfasst im Wesentlichen den Bereich des historischen Ortskerns bis ins 19. Jh. Das heutige Rückgrat bildet die in Nordsüd-Richtung verlaufende Brunnenstraße mit zahlreichen Stichgassen. Annähernd parallel dazu verläuft die ebenfalls durch Stich- und Verbindungswege erweiterte Friedrich-Winter-Straße mit einer typischen dichten und unregelmäßigen Bebauung. An den westlichen und östlichen Rändern sind die saumartigen Scheunenkränze und Wiesen teilweise noch ablesbar. Im Norden endet die Gesamtanlage etwa am Ortsausgang. Hier bilden die weitgehend aus dem 19. Jh. stammenden Anwesen nördlich der Einmündung der Pfalzgrabenstraße eine regelmäßige giebelständige Abfolge. Die Umgebung der im Zentrum gelegenen Kirche ist durch den Neubau des Gemeindehauses verändert. Es hat sich jedoch in prägender Lage an der Gabelung von Brunnen- und Friedrich-Winter-Straße das Pfarrhaus erhalten (1883 bis 1885, vgl. Volpertshausen und Erda). Der Ortskern ist im Wesentlichen durch verschiedene Formen bäuerlicher Anwesen des 17. bis 19. Jhs. geprägt. Die Stichstraßen werden häufig von riegelartigen, quer gelagerten Anwesen optisch abgeschlossen, besonders typisch bei Brunnenstraße 42 und 44 oder bei Friedrich-Winter-Straße 25. Nicht selten bestimmen die in beachtlicher Zahl erhaltenen Scheunen den Straßenraum, so bei Brunnenstraße 15 oder 24. Die Umwälzungen in der Landwirtschaft des 19. Jhs. spiegeln sich u. a. in der Aufstockung oder dem Neubau von Scheunen (Brunnenstraße 24, Am Hainzenstück 4). Zu den neu errichteten Gehöften dieser Zeit gehören Pfalzgrabenstraße 5 und Brunnenstraße 19, während bei Brunnenstraße 20 in ungewöhnlicher Weise nur das Wohnhaus erneuert wurde. Darüber hinaus erwähnenswert: Friedrich-Winter-Straße 4, ehemals jüdisches Wohnhaus mit Schlachterei. Kulturdenkmal aus geschichtlichen Gründen. |                         | 645829 DDB |
| Gedenkstein              | Gedenkstein              | Kölschhausen, Kurzebachs Birken (Außerhalb der Ortslage) LageFlur: 11, Flurstück: 12/1                | An der Gemarkungsgrenze nach Ehringshausen bzw. Werdorf erinnert ein Gedenkstein an „G.W. Kraus † hier am 16ten April 1840 durch die Kugel eines Wilddiebes“. Dieser wird in der Literatur mit J.W. Neuweger identifiziert. Der spitz zulaufende Stein ist grob behauen und nur an der Inschriftenseite geglättet. Kulturdenkmal aus geschichtlichen Gründen. |                         | 44683 DDB  |